# Thure Bergström
Thure Leonard Bergström, född den 12 januari 1879 i Breds socken och död den 29 december 1921 i Nora, var en svensk präst och författare.

## Biografi
Bergström blev teologie kandidat vid Uppsala universitet, prästvigdes 1902 och blev därefter kapellpredikant i Svartnäs 1904-1910. Därefter utsågs han till komminister i Nora stad och blev kyrkoherde där 1919 samt var 1910-20 rektor för samskolan i Nora. Vid sin död karaktäriserades Bergström av Nathan Söderblom som Bergspredikans tolk i lära och liv. Hans mest uppmärksammade insatser gällde också kristendomens förhållande till de sociala frågorna och till fredsrörelsen. 
Han älskade den nya tidens fordon, han hade en motorcykel av märket Indian och bil, som sonen Sven Olof ordnade så, att den rullade ner i Norasjön. Sin sista predikan genomförde han trots mycket hög feber och lunginflammation i Nora kyrka. Han dog han kort tid därefter.